# 慶伊富長
慶伊 富長（けいい とみなが、1920年12月10日 - 2007年9月20日）は、日本の化学者。東京工業大学（のちの東京科学大学）名誉教授。第4代沼津工業高等専門学校校長等を経て、東京工業大学先端科学技術大学院準備調査室長として北陸先端科学技術大学院大学設立にあたり、初代学長を務めた。元触媒学会会長。

## 人物・経歴
北海道滝川市生まれ。1945年九州帝国大学理学部化学科卒業。1956年北海道大学理学博士。北海道大学助教授、東京工業大学（のちの東京科学大学）教授、東京理科大学教授を経て、1982年沼津工業高等専門学校校長。1985年豊橋技術科学大学参与。1988年東京工業大学先端科学技術大学院準備調査室長。1990年初代北陸先端科学技術大学院大学学長。元触媒学会会長。元国立高等専門学校協会会長。元大学設置審議会委員。東京工業大学名誉教授、沼津工業高等専門学校名誉教授、北陸先端科学技術大学院大学名誉教授。
1998年、勲二等旭日重光章を受章。2007年9月20日、肺炎のため死去。同日付で叙正四位。指導学生に第12代沼津工業高等専門学校校長も務めた中村聡東京工業大学名誉教授など。

## 著書
- 『吸着』共立出版 1965年
- 『反応速度論』東京化学同人 1969年